# Вилијам Гилберт
Вилијам Гилберт (енгл. William Gilbert; Колчестер, 24. мај 1544 — Лондон, 10. децембар 1603) је био енглески лекар и физичар. Увео је назив за електрицитет, а његово дело „О магнетима“, у којем износи теорију о Земљи као магнету и магнетним силама између небеских тела, је имало значајан утицај на развој науке у 17. веку.

## Живот и рад
Вилијам је рођен у Колчестеру од оца Џерома Гилберда, градског судског службеника. Вилијам се школовао се на колеџу Сент Џонс у Кембриџу. Након што је дипломирао медицину на Кембриџу 1569. године и кратког периода као стипендиста на Ст Џоновом колеџу, отишао је да се бави медицином у Лондону и путовао по континенту. Године 1573, изабран је за члана Краљевског колеџа лекара. Године 1600. изабран је за председника колегија. Он је био је лекар Елизабете I од 1601. до њене смрти 1603. године, а Џејмса VI и I су обновили његову позицију.‍:30
Његов примарни научни рад — умногоме инспирисан ранијим радовима Роберта Нормана — био је De Magnete, Magneticisque Corporibus, et de Magno Magnete Tellure (О магнету и магнетним телима, и о великом магнету Земље) објављен у 1600. У овом раду он описује многе своје експерименте са својим моделом Земље званим терела. Из ових експеримената је закључио да је Земља сама по себи магнет и да је то разлог зашто компаси упућују на север (раније су неки веровали да је компас привукла поларна звезда (Поларис) или велико магнетно острво на северном полу). Он је био први који је тврдио да је центар Земље од гвожђа, а сматрао је да је важно и сродно својство магнета да се могу сећи, при чему сваки формира нови магнет са северним и јужним полом.
Енглеску реч „electricity“ је први пут употребио 1646. године сер Томас Браун, а изведена је из Гилбертовог новоглатинског electricus из 1600. године, што значи „као ћилибар“. Термин је био у употреби од 13. века, али је Гилберт био први који га је употребио у значењу „као ћилибар у својим привлачним својствима“. Он је препознао да трење са овим објектима уклања такозвани „ефлувиум“, који би проузроковао ефекат привлачности при враћању у објекат, иако није схватио да је ова супстанца (електрични набој) универзална за све материјале.
Електрични излив се много разликује од ваздуха, и како је ваздух земаљски ефлувиј, тако и електрична тела имају свој карактеристичан излив; и сваки посебан ефлувиум има своју сопствену моћ да води ка сједињењу, сопствено кретање ка свом пореклу, свом извору и телу које емитује ефлувиум.— Gilbert 1893
У својој књизи проучавао је и статички електрицитет користећи ћилибар; ћилибар се на грчком назива електрон, те је Гилберт одлучио да његов ефекат назове електричном силом. Он је осмислио први електрични мерни инструмент, електроскоп, у облику закретне игле коју је назвао верзоријум.
Као и други научници његовог времена, веровао је да је кристал (кварц) посебно тврд облик воде, формиран од компримованог леда:
Луцидни драгуљи су направљени од воде; баш као што је кристал, који је очврснут из чисте воде, не увек великом хладноћом, како су неки некада сматрали, и веома јаким мразом, али понекад и мање јаким, природа тла која га обликује, влага или сокови који се затварају у одређене шупљине, на начин на који се у рудницима производе шпати.— Де Магнет, енглески превод Силвануса Филипса Томпсона, 1900
Гилберт је тврдио да електрицитет и магнетизам нису иста ствар. Као доказ, он је (нетачно) истакао да, док је електрична привлачност нестала са топлотом, магнетна није (иако је доказано да магнетизам заправо постаје оштећен и ослабљен топлотом). Ханс Кристијан Ерстед и Џејмс Клерк Максвел су показали да су оба ефекта аспекти једне силе: електромагнетизма. Максвел је ово претпоставио у својој Расправи о електрицитету и магнетизму након много анализа.
Гилбертов магнетизам је био невидљива сила коју су многи други природни филозофи погрешно схватили да управља кретањима која су посматрали. Иако није приписивао магнетизам привлачности међу звездама, Гилберт је истакао да је кретање неба последица Земљине ротације, а не ротације сфера, 20 година пре Галилеја (али 57 година после Коперника који је то отворено изјавио у свом делу De revolutionibus orbium coelestium објављеном 1543. године) (види спољну референцу испод). Гилберт је први покушао да мапира површинске ознаке на Месецу током 1590-их. Његова карта, направљена без употребе телескопа, показивала је обрисе тамних и светлих мрља на Месечевом лицу. За разлику од већине његових савременика, Гилберт је веровао да су светле тачке на Месецу вода, а тамне тачке копно.
Гилберт је умро 30. новембра 1603. у Лондону. Сматра се да је узрок његове смрти била бубонска куга.
Гилберт је сахрањен у свом родном граду, у цркви Свете Тројице у Колчестеру. Његов мермерни зидни споменик се још увек може видети у овој саксонској цркви, сада деконсекратираној и коришћеној као кафић и пијаца.